# David Russowski
David Russowski, mais conhecido como Russinho (Cruz Alta, 1 de setembro de 1917 — São Paulo, 14 de setembro de 1958) foi um futebolista brasileiro.

## Carreira
Russinho nasceu em uma rica família judia, de origem russa. Começou sua carreira no clube do Grêmio, onde estreou em 8 de abril de 1934 na partida do campeonato citadino com o clube Americano (2–0), e onde imediatamente marcou um gol. Russinho jogou por este clube até 1936, tendo passado 47 partidas (30 vitórias, 8 empates e 9 derrotas) e marcado 29 gols. Então, de 1937 a 1939, jogou pelo clube Americano.
No início de 1939, Russinho transferiu-se pra o Internacional, onde foi trazido pelo irmão Gildo Russovski, mais tarde presidente do Internacional. Para a transição, foi presenteado com um relógio Tissot Omega Calibre 33.3, que durante muitos anos foi uma relíquia da família de Russinho. Em 11 de março de 1939, Russinho estreou pelo clube em uma derrota por 3–2 para o Ferroviário de Bagé. Seu primeiro gol foi em 23 de março, contra o mesmo Ferroviário. Em 20 de outubro de 1940, pelo campeonato municipal, o Internacional bateu o Grêmio por 4–3, com Russinho marcando o gol 300º do clássico Grenal. No mesmo ano, nasceu uma equipe, apelidada de "Rolo compressor", da qual Russinho, ex-capitão da equipe, passou a fazer parte. Meio-campista da equipe por três anos consecutivos venceu o Campeonato Gaúcho de 1940. Ele também era conhecido por ser uma pessoa rica, muitas vezes dividindo salários e bônus no clube com seus companheiros de equipe, organizando e pagando os jantares da equipe após as vitórias.
Após o fim da carreira de jogador, Russinho começou a trabalhar como advogado, tendo se formado pela Faculdade de Direito da Universidade Federal do Rio Grande do Sul em 1941. Em 1958, durante uma operação para tratar uma úlcera, sofreu choque anafilático e morreu. Por causa de sua morte, Grêmio e Internacional decretaram luto de três dias.

## Estatísticas
| Ano               | Clube             | Jogos | Gols |
| ----------------- | ----------------- | ----- | ---- |
| 1934              | Grêmio            | 18    | 7    |
| 1935              | Grêmio            | 20    | 15   |
| 1936              | Grêmio            | 9     | 7    |
| Total             | Total             | 47    | 29   |
| 1937              | Americano         | –     | –    |
| 1938              | Americano         | –     | –    |
| Total             | Total             | –     | –    |
| 1939              | Internacional     | –     | 16   |
| 1940              | Internacional     | –     | 21   |
| 1941              | Internacional     | –     | 5    |
| 1942              | Internacional     | –     | 28   |
| Total             | Total             | 89    | 70   |
| Total na carreira | Total na carreira | 136   | 99   |

## Títulos
Grêmio
- Campeonato Citadino de Porto Alegre: 1935

Internacional
- Campeonato Gaúcho: 1940, 1941, 1942
- Campeonato Citadino de Porto Alegre: 1940, 1941, 1942
- Torneio Relâmpago de Porto Alegre: 1939

### Artilharias
- Campeonato Gaúcho de 1935 (7 gols)
- Campeonato Citadino de Porto Alegre de 1940 (15 gols)